# Sogno di una notte di mezza età
Sogno di una notte di mezza età (Amoureux de ma femme) è un film del 2018 diretto da Daniel Auteuil.
Il soggetto è tratto dalla pièce teatrale L’Envers du décor di Florian Zeller, adattato dallo stesso autore.
Auteuil, alla sua quarta regia cinematografica, è anche l'interprete principale di questa commedia che ha come protagonisti anche Gérard Depardieu, Adriana Ugarte e Sandrine Kiberlain.

## Trama
Daniel dopo tanto tempo si rivede col suo amico di vecchia data Patrick e lo invita a cena a casa sua. Patrick viene accompagnato dalla sua giovane compagna Emma. Daniel comincia a fantasticare su di lei e la moglie Isabelle se ne accorge.

## Distribuzione
Il film è stato distribuito nelle sale cinematografiche italiane a partire dal 18 ottobre 2018.

## Accoglienza
Il film ha incassato $3,136,670 a fronte di un budget stimato in 6.300.000 €.